# Haras national de Rosières-aux-Salines
Le Haras national de Rosières-aux-Salines est un haras français, créé comme Haras Royal après le Pin et Pompadour en 1768. Il est situé à l’emplacement des salines de Rosières-aux-Salines en Meurthe-et-Moselle, qui fonctionnèrent depuis le XVe siècle jusqu’en 1760. C'est à la fois un complexe équestre, un centre de formation et un centre de reproduction.

## Fondation
Il fut créé par le Marquis de la Galaisière, chancelier de Lorraine sous Stanislas. À la mort de ce dernier rattachant la Lorraine ducale à la France, le chancelier fut nommé grand intendant et directeur des haras de Lorraine.
Les premiers étalons arrivèrent en 1768. Ils fonctionneront jusqu’en 1790 date où l’Assemblée Constituante Révolutionnaire abolit « le régime prohibitif des haras ». Dès 1792 arrivèrent à Rosières aux Salines des étalons des Deux ponts et leur chef, Monsieur Strubberg qui en gardera la direction jusqu’en 1808. C’est en 1795 que le haras est rétabli « provisoirement ».

## Les haras sous Napoléon
Le Décret Impérial de 1806 signé par Napoléon rétablira les Haras et installera à Rosières une jumenterie. La restauration (1815-1848) sera une époque faste dans les annales du Haras. Le développement du domaine jusqu’à 54 hectares et l’amélioration des bâtiments sont dus à Monsieur de Vaugiraud. Il gère l’élevage des 4 départements de la circonscription (Meurthe, Meuse, Moselle, Vosges) où on dénombrait  vers 1820 pas moins de 178 061 têtes. Les chevaux de sang nés à Rosières brillent sur les hippodromes. Mais pour des raisons budgétaires. La jumenterie est supprimée en 1846. L’activité des Haras, réduite, se poursuit normalement jusqu’en 1870, où la circonscription, théâtre des revers de nos armées, sera largement amputée. 
En 1874, grâce au vote de la Loi Bocher, l’Administration des haras, se voit préciser sa vocation et ses attributions. La fin du XIXe siècle voit arriver les chevaux de trait, aboutissant en 1908 à la reconnaissance de l’Ardennais.

## Le cheval ardennais en Lorraine
La guerre de 14-18 et l’exode interrompra l’activité du haras, qui bien que fortement endommagé sera réintégré par les 47 étalons de trait le 1er juillet 1919. Depuis, il fonctionne régulièrement. 
Cette période de guerre sera suivie par l’âge de d’or du cheval de trait ardennais, mais rapidement la mécanisation des transports d’abord, puis de l’agriculture amène la décroissance progressive des effectifs de la race.

## Le cheval de sang et les révolutions des techniques d’élevage
Le premier étalon de sang, l’anglo-arabe Licteur, réapparaît en 1954. En 1967, il y a 11 reproducteurs de sang, et en 1980, 28.
C’est en 1971 que l’harmonisation des circonscriptions des Haras avec les régions de programme réintègrera le département de la Moselle.
Le haras de Rosières-aux-Salines retrouvait ainsi sa zone d’influence originelle qui était celle de la région Lorraine. 
C’est dans les années 1990 que l’utilisation des techniques modernes de reproduction permet aussi une amélioration de l’élevage des chevaux de sang :
- mise sous lumière des juments pour favoriser la venue des chaleurs et l’ovulation.
- suivi gynécologique des poulinières.
- insémination en sperme frais ou sperme congelé.
- transport de semence réfrigérée.
- Diagnostic de gestation par échographie.

L’élevage de selle Français connaitra alors un niveau de qualité encore jamais atteint avec des étalons de très grande qualité comme Câlin du Manoir.